# Matthew Coward-Holley
Matthew Coward-Holley (ur. 14 grudnia 1994 w Chelmsford) – brytyjski strzelec, dwukrotny mistrz świata i medalista olimpijski.
W 2021 roku, na rozgrywanych w Tokio letnich igrzyskach olimpijskich, wywalczył brązowy medal w konkurencji trapu.